# غونار ميردل

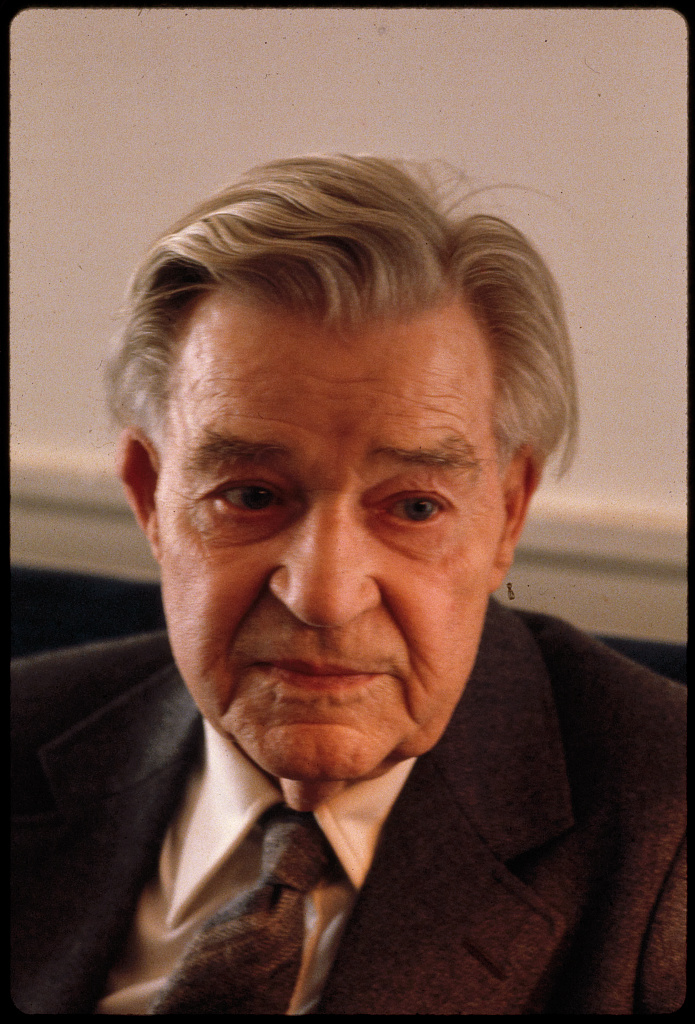
ميردل في عام 1980

جونار ميردال (Gunnar Myrdal) هو اقتصادي سويدي من مواليد جوستاف لابرشيه ولد في السويد في 6 ديسمبر 1898 وتوفي في سنة 1987.
تخرج من كلية الحقوق من جامعة ستوكهولم عام 1923 وبدأ ممارسة القانون مع مواصلة دراسته في الجامعة. حصل على درجة الدكتوراه في الاقتصاد في عام 1927 حيث عمل في الاقتصاد السياسي من 1925 إلى 1929 ودرس فترات في ألمانيا وبريطانيا.
كانت رحلته الأولى إلى الولايات المتحدة في 1929-1930 لزمالة روكفلر وخلال هذه الفترة صدر أول كتاب له عن «التأثير السياسي في تطور النظرية الاقتصادية» ثم عاد إلى أوروبا وعمل استاذا مساعدا في المعهد العالي للدراسات الدولية في جنيف بسويسرا. في عام 1933 شغل وظيفة أستاذ كرسي «ارس ييرتا» في الاقتصاد السياسي والمالية العامة في جامعة ستوكهولم، بالإضافة إلى الأنشطة التعليمية وكان ناشطا في السياسة السويديه وانتخب عضوا في مجلس الشيوخ في عام 1934و عضوا في الحزب الديمقراطي الاجتماعي في 1938.
عاد إلى السويد عام 1942 واعيد انتخابه لمجلس الشيوخ السويديه وعمل عضو في مجلس إدارة البنك السويدى وكان رئيسا لجنة تخطيط ما بعد الحرب في الفترة (1945-1947) وكان وزير التجارة في السويد، ثم شغل منصب الامين التنفيذي للجنة الأمم المتحدة الاقتصادية لأوروبا في 1957, وإتجة بعد هذا مباشرة إلى دراسة شاملة عن الاتجاهات والسياسات الاقتصادية في بلدان جنوب آسيا في للقرن العشرين وبحث في الفقر وتحدي الفقر في العالم ومن عام 1961 عمل في برنامج مكافحة الفقر، ثم عاد إلى السويد وشغل وظيفة أستاذ الاقتصاد الدولي في جامعة ستوكهولم وأصبح رئيس مجلس إدارة معهد ستوكهولم الدولي لبحوث السلام في ستوكهولم وأصبح رئيس مجلس إدارة معهد أمريكا اللاتينية في ستوكهولم وفي الفترة (1973-1974) كان زميل وباحث زائر في مركز دراسة المؤسسات الديمقراطية في سانتا باربرا بولايه كاليفورنيا، وفي الفترة (1974-1975) كان أستاذا زائرا في جامعة نيويورك. حصل سنة 1974 على جائزة نوبل في الاقتصاد.
حصل ميردال على أكثر من ثلاثين درجة فخريه بدءا من جامعة هارفارد 1938 وقد تلقى العديد من الجوائز كان آخرها جائزة مالينوفسكي من جمعية الانثروبولوجيا التطبيقية وكان عضو في الاكاديميه البريطانية والاكاديميه الأمريكية للفنون والعلوم وكان عضوا في الأكاديميه السويديه الملكية للعلوم وزميل في جمعية الاقتصاد وعضو شرف الرابطة الاقتصادية الأمريكية. كانت زوجته الأول ريمير ألفا تولت مناصب رفيعة في الأمم المتحدة واليونسكو وكانت سفيرة السويد إلى الهند وأصبحت وزيرة لنزع السلاح والكنيسة بالسويد. وتوفى جونار عام 1987.

## روابط خارجية
- غونار ميردل على موقع الموسوعة البريطانية (الإنجليزية)
- غونار ميردل على موقع مونزينجر (الألمانية)
- غونار ميردل على موقع إن إن دي بي (الإنجليزية)
- غونار ميردل على موقع ديسكوغز (الإنجليزية)